# In and Out of Consciousness: Greatest Hits 1990–2010
| Críticas profissionais                                                      | Críticas profissionais |
| Avaliações da crítica                                                       | Avaliações da crítica  |
| Fonte                                                                       | Avaliação              |
| --------------------------------------------------------------------------- | ---------------------- |
| allmusic                                                                    | [ 2 ]                  |
| BBC Music                                                                   | (favorável)            |
| USA Today                                                                   | [ 4 ]                  |
| Yahoo! Music UK                                                             | (7/10)                 |
| Esta tabela precisa de ser acompanhada por texto em prosa. Consulte o guia. |                        |

In and Out of Consciousness: Greatest Hits 1990–2010 é o segundo álbum dos melhores êxitos do cantor Robbie Williams, lançado a 8 de Outubro de 2010.

## Faixas
| Disco 1 |                                     | |                               |         |  |
| N.º     | Título                              | Compositor(es)                                                                                        | Álbum                         | Duração |  |
| 1.      | "Shame" (com Gary Barlow)           | Robbie Williams, Gary Barlow                                                                          | faixa exclusiva               | 4:00    |  |
| 2.      | "Heart and I"                       | Williams, Barlow                                                                                      | faixa exclusiva               | 4:41    |  |
| 3.      | "Morning Sun"                       | Williams, Danny Spencer, Kelvin Andrews, Françoise Hardy                                              | Reality Killed the Video Star | 4:06    |  |
| 4.      | "You Know Me"                       | Williams, Craig Russo, Brandon Christy                                                                | Reality Killed the Video Star | 4:20    |  |
| 5.      | "Bodies"                            | Williams, Spencer, Andrews, Richard Scott, Scott Ralph, Don Black                                     | Reality Killed the Video Star | 3:55    |  |
| 6.      | "She's Madonna" (com Pet Shop Boys) | Williams, Neil Tennant, Chris Lowe                                                                    | Rudebox                       | 4:00    |  |
| 7.      | "Lovelight"                         | Lewis Taylor                                                                                          | Rudebox                       | 4:02    |  |
| 8.      | "Rudebox"                           | Williams, Andrews, Spencer, Bill Laswell, Carl Aiken, William Collins, Sly Dunbar, Robbie Shakespeare | Rudebox                       | 3:46    |  |
| 9.      | "Sin Sin Sin"                       | Williams, Stephen Duffy, Chris Heath                                                                  | Intensive Care                | 4:03    |  |
| 10.     | "Advertising Space"                 | Williams, Duffy                                                                                       | Intensive Care                | 4:37    |  |
| 11.     | "Make Me Pure"                      | Williams, Duffy, Heath                                                                                | Intensive Care                | 3:49    |  |
| 12.     | "Tripping"                          | Williams, Duffy                                                                                       | Intensive Care                | 4:03    |  |
| 13.     | "Misunderstood"                     | Williams, Duffy                                                                                       | Greatest Hits                 | 4:01    |  |
| 14.     | "Radio"                             | Williams, Duffy                                                                                       | Greatest Hits                 | 3:50    |  |
| 15.     | "Sexed Up"                          | Williams, Guy Chambers                                                                                | Escapology                    | 4:11    |  |
| 16.     | "Something Beautiful"               | Williams, Chambers                                                                                    | Escapology                    | 4:01    |  |
| 17.     | "Come Undone"                       | Williams, Kristian Ottestad, Ashley Hamilton, Daniel Pierre                                           | Escapology                    | 3:55    |  |
| 18.     | "Feel"                              | Williams, Chambers                                                                                    | Escapology                    | 3:42    |  |
| 19.     | "Mr. Bojangles"                     | Jerry Jeff Walker                                                                                     | Swing When You're Winning     | 3:17    |  |

| Disco 2 |                                         |                                                                 |                                         |         |  |
| N.º     | Título                                  | Compositor(es)                                                  | Álbum                                   | Duração |  |
| 1.      | "I Will Talk and Hollywood Will Listen" | Williams, Chambers                                              | Swing When You're Winning               | 3:17    |  |
| 2.      | "Somethin' Stupid" (com Nicole Kidman)  | Carson Parks                                                    | Swing When You're Winning               | 2:50    |  |
| 3.      | "The Road to Mandalay"                  | Williams, Chambers                                              | Sing When You're Winning                | 3:18    |  |
| 4.      | "Eternity"                              | Williams, Chambers                                              | Greatest Hits                           | 5:00    |  |
| 5.      | "Let Love Be Your Energy"               | Williams, Chambers                                              | Sing When You're Winning                | 4:06    |  |
| 6.      | "Supreme"                               | Williams, Chambers, Freddie Perren, Dino Fekaris                | Sing When You're Winning                | 4:18    |  |
| 7.      | "Kids" (com Kylie Minogue)              | Williams, Chambers                                              | Sing When You're Winning                | 4:18    |  |
| 8.      | "Rock DJ"                               | Williams, Chambers, Ken Andrews, Nelson Pigford, Ekundayo Paris | Sing When You're Winning                | 4:18    |  |
| 9.      | "It's Only Us"                          | Williams, Chambers                                              | I've Been Expecting You (reedição 2002) | 2:52    |  |
| 10.     | "She's the One"                         | Karl Wallinger                                                  | I've Been Expecting You                 | 4:18    |  |
| 11.     | "Strong"                                | Williams, Chambers                                              | I've Been Expecting You                 | 4:18    |  |
| 12.     | "No Regrets"                            | Williams, Chambers                                              | I've Been Expecting You                 | 4:43    |  |
| 13.     | "Millennium"                            | Williams, Chambers, Leslie Bricusse, John Barry                 | I've Been Expecting You                 | 3:45    |  |
| 14.     | "Let Me Entertain You"                  | Williams, Chambers                                              | Life Thru a Lens                        | 4:21    |  |
| 15.     | "Angels"                                | Williams, Chambers                                              | Life Thru a Lens                        | 3:58    |  |
| 16.     | "South of the Border"                   | Williams, Chambers                                              | Life Thru a Lens                        | 3:40    |  |
| 17.     | "Lazy Days"                             | Williams, Kristian Ottestad, Ashley Hamilton, Daniel Pierre     | Life Thru a Lens                        | 3:53    |  |
| 18.     | "Old Before I Die"                      | Williams, Eric Bazilian, Desmond Child                          | Life Thru a Lens                        | 3:54    |  |
| 19.     | "Freedom"                               | George Michael                                                  | Single                                  | 4:20    |  |
| 20.     | "Everything Changes" (com Take That)    | Barlow, Mike Ward, Eliot Kennedy, Cary Baylis                   | Everything Changes                      | 3:34    |  |